# Кордильєра-Уайуаш
Кордильєра-Уайуаш (ісп. Cordillera Huayhuash; можливо від кеч. waywash, mustela, горностай, або кеч. waywashi, білка) — гірський хребет, частина масиву Кордильєра-Оксиденталь Перуанських Анд. Хребет відділяється від хребта Кордильєра-Бланка річкою Патівілка, що протікає по долині близько 50 км завширшки, та знаходиться за 200 км на південь від Ліми. Цей хребет містить більше десятка величних вершин сконцентрованих на площі близько 150 км², що робить його одним з найвидовищніших у світі. Більшість гір круті та важкі для сходження, найвідомішими є Невадо-Єрупаха (6634 м, друга за висотою в Перу), Сіула (6356 м), Сарапо (6127 м) і Джирішанка (6126 м).